# Miniopterus zapfei
Miniopterus zapfei — викопний кажан із роду Miniopterus із середнього міоцену Франції. M. zapfei відомий за п’ятьма нижніми щелепами (нижніми щелепами) та ізольованим четвертим верхнім премоляром (P4). Четвертий нижній премоляр більш тонкий, ніж у M. fossilis.